# Бладниці-Гурні
Бладниці-Гурні (пол. Bładnice Górne) — село в Польщі, у гміні Скочув Цешинського повіту Сілезького воєводства.
Населення — 97 осіб (2011).
У 1975-1998 роках село належало до Бельського воєводства.

## Демографія
Демографічна структура станом на 31 березня 2011 року:
|          | Загалом | Допрацездатний вік | Працездатний вік | Постпрацездатний вік |
| -------- | ------- | ------------------ | ---------------- | -------------------- |
| Чоловіки | 48      | 9                  | 35               | 4                    |
| Жінки    | 49      | 11                 | 26               | 12                   |
| Разом    | 97      | 20                 | 61               | 16                   |